# Maddington
Maddington es un municipio-cantón de la provincia de Quebec, Canadá y es una de las 1135 municipalidades en las que está dividido administrativamente el territorio de dicha provincia. El censo de Canadá de 2011 mostró que en 2011 en la municipalidad había 443 habitantes.
Maddington se encuentra en el municipio regional de condado de Arthabaska y a su vez, en la región administrativa de Centre-du-Québec. Hace parte de las circunscripciones electorales de Nicolet-Bécancour a nivel provincial y de Richmond—Arthabaska a nivel federal.